# 枕頭

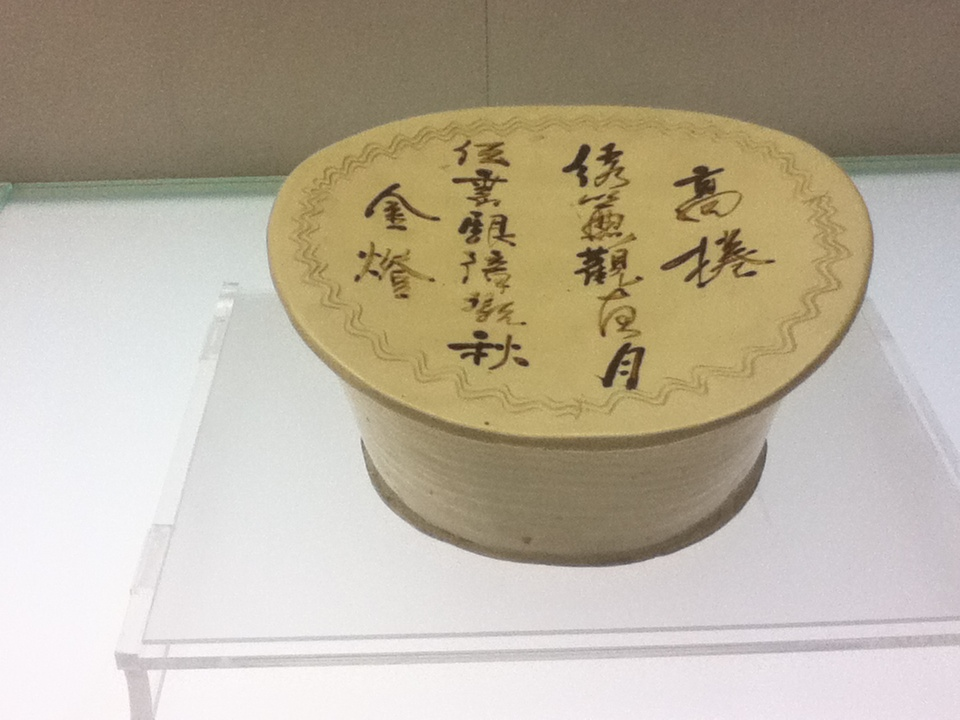
金代白瓷褐彩詩句枕

枕，俗稱枕頭，亦有称頭枕（如中國魯南部分地區。“頭”字讀音同“豆”，此為“頭”字古音的一種保留）。為睡眠時，墊於頭部下方的寢具。

## 種類
羽絨枕頭、中空棉枕、保健枕頭等等，而不同種類的枕頭有著不同的功效。東亞傳統枕頭為方形，除了軟枕頭外還有陶瓷、金屬製的硬枕。大致上軟枕头可分为三大类，一是填塞枕，如化纤枕、羽绒枕、药枕；二是定型枕，如乳胶枕、记忆枕；三是可调控枕，如智能类枕头、

### 羽絨枕頭
羽絨枕頭已有相當的歷史，但至今仍然盛行。據了解，羽絨枕頭主要成分以鵝、鴨等的絨毛為主，三角形骨架架構的絨毛，跟隨溫度的變化而自然地收縮膨脹，這類枕頭就容易定型，而羽絨纖維有強力的回復彈力，用一段時間後用力拍打，便會恢復蓬鬆原狀。属于填塞枕头。

### 慢回弹枕头
慢回弹枕头是1970年代高科技产物。慢回弹起源于美国太空總署为了缓解太空人身上的压力而研发的一种聚氨酯的材料。后被广泛运用于民用，如枕头、床垫等。慢回弹枕头主要特性表现在能量的分散特性，因此对人体的直接压迫会较其他材质要低。也因为这特性，枕头可随头颈位置的改变，自动发生形变，随时保持与颈部紧密结合的位置；早期的技术，慢回弹会有温感特性，会随温度变化而改变软硬度及回弹的速度，同时也是疏水的材质，与天然有机材质特性明显不同，这类的技术以泰普尔Tempur为主体。而现今，最新的技术发展趋势是恒温性的材质，材料相对于环境改变要少，硬度变化低。同时，亲水特性使慢回弹更具备亲肤特性，更环保的材料使亲水慢回弹只应用在医疗及化妆等高端用途，近几年，新发展的coolfoam技术，使高端应用更为普及了，Honk已经将其应用在高端的枕头及床垫等跟环保与舒适的领域了。属于定型枕头。

### 硬枕頭

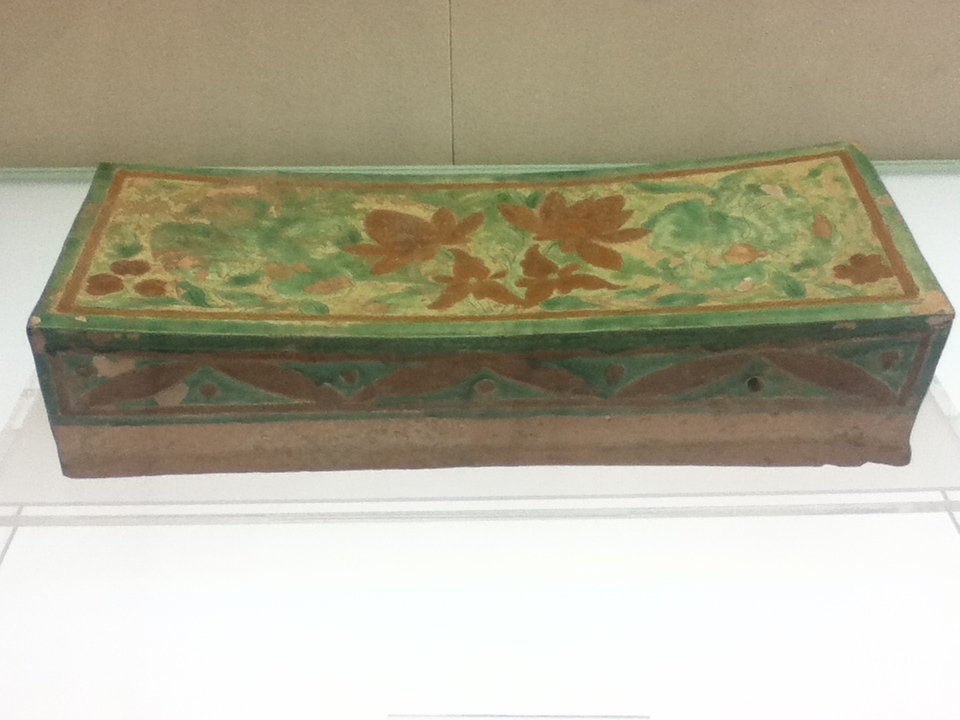
金朝黃綠釉長方枕

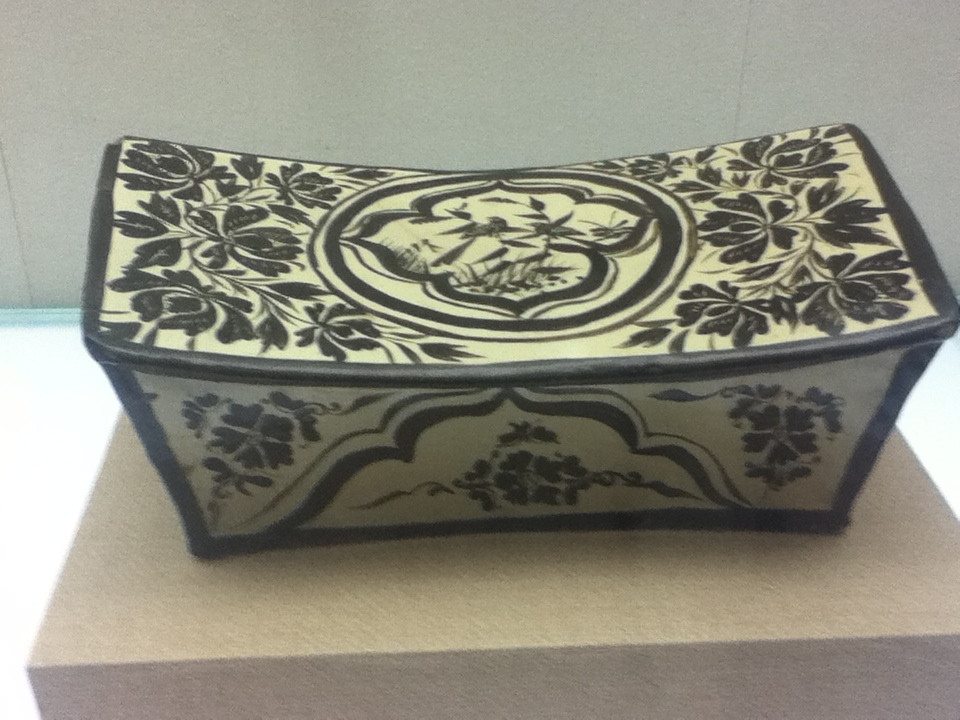
金大定二十三年（1183年）的白瓷黑花開光蘆鳥紋方枕

部分人不喜歡軟綿綿的枕頭，覺得那不踏實，而定型枕頭正好適合這類人使用。定型枕頭是按人體特徵設計的，但是會比較硬。古時的硬枕不是用來枕頭，而是用來承起頸部，所以形狀比較狹長，而且中間突起。後期到現代的，一般都是中間凹下去的，好讓頭部枕在裡面。
當中亦有木制枕頭，高度固定，不會變形，有效承托頸部。

### 纖維枕頭
纖維枕頭是以人造纖維為主，因為柔軟、透氣性好而成為枕頭市場的生力軍。纖維枕頭又分為多孔、螺旋纖維等品種：
- 多孔枕頭：多孔枕頭裡面多孔纖維都是採用高科技製作而成的，孔的數量越高，所包含的科技含量也越高，而透氣性也會越好。這類高科技的人造纖維枕頭，優點在於彈性好、柔軟舒適、變形後易於恢復原狀，且透氣性好，又容易清洗，所以很受歡迎。
- 螺旋纖維枕頭：螺旋纖維也是人造纖維中的一員，它具有多孔棉的所有優點，但與多孔纖維不同的是，它是由更高新技術製作而成的，特大孔徑的螺旋架構，彈性比起多孔棉更好、更柔軟。

### 藥枕
- 蕎麥枕頭：蕎麥對人體有明目的功效，而把蕎麥殼放在枕頭裡慢慢地挪動，能起到按摩的功用，能舒緩解頸部疲勞。
- 竹炭枕頭：可以促進血液循環、消除疲勞、吸濕、安神、提升睡眠能力。對較潮濕地區的居民有更佳的效果。
- 香蒲枕頭：現代的工藝是以香蒲雌花用來作為枕頭的主要成份，來製成香蒲枕頭。香蒲具清火明目、去脾胃伏火、活血通脈、降壓安神的功效，會跟隨溫度的上升而散發出藥效，對人體產生作用。
- 薰衣草枕頭：在枕頭裡塞一包薰衣草，讓怡人的清香味圍繞在枕邊，伴主人入睡，有浪漫又有安睡的功效，更可以提升睡眠的能力。
- 決明子枕頭：以決明子作為主要成分的枕頭，對青盲內障、頭目眩暈、頭痛血壓高的人有良好的療效。

### 水枕頭
枕頭外層為化學纖維，內層有一水袋，可憑自己需要充適量蒸餾水，以調節高度，承托後頸及頭部，不易變形。

### 乳膠枕
以橡膠樹的汁液為原物料，經全物理加工製作而成，純天然的乳膠枕，因為橡膠樹汁液的原因，本身就具有防蟎抑菌的功效。其彈性佳、不易變形、能緩衝人體壓力、具有良好的支撐能力且耐久耐用，因其結構為蜂窩狀，故透氣性佳。另外，乳膠枕大概具有十年的使用壽命，若要丟棄可直接放在太陽底下，經過陽光暴曬便會自然分解。

## 延伸阅读
[在维基数据编辑]
 《欽定古今圖書集成·經濟彙編·考工典·枕部》，出自陈梦雷《古今圖書集成》